# Han Hszüan-ti kínai császár
Hszüan-ti (Kr. e. 91 – Kr. e. 48. január 10.) kínai császár Kr. e. 74-től haláláig.
Han Vu-ti dédunokájaként született, és börtönben nevelkedett, ahová még Vu-ti záratta édesanyjával. Csang-ji császár után jutott a trónra. Igazságos császárként igyekezett kormányozni: maga nézte át alattvalói kérelmeit, illetve egybegyűjtette elődei törvényeit, és a helyteleneket eltörölte. A törvények alkalmazásánál a szelídséget ajánlotta, de feleségei és miniszterei a korabeli tudósítások szerint ennek ellenére mindössze 1 év alatt 222 embert végeztettek ki.
Hszüan-ti háborút új indított a hsziunguk és a tatárok ellen, melyben győzelmet aratott, Kína határait pedig a Kaszpi-tengerig terjesztette ki. E hadjárat sikerességét a Ki-lin gúla hirdeti. Átnézette a kanonikus könyveket (kingeket), kijavíttatta a nyelvtani hibáikat, de pártolta a többi tudományt is.
Hszüan-ti 26 évnyi uralkodás után 43 éves korában hunyt el. A trónon fia, Jüan-ti követte.

## Lásd még
- A Han-dinasztia családfája

| Előző uralkodó: Csang-ji | Kínai császár Kr. e. 74 – Kr. e. 48 | Következő uralkodó: Jüan-ti |